# 梁益耳
梁益耳（？—前618年），晉國的大夫。

## 生平
前621年，晋国在夷地举行蒐礼阅兵，晋襄公准备提升箕郑父、先都担任卿，而让士縠、梁益耳统帅中军。先克说：“狐偃、赵衰两人的功劳，不能废弃。”晋襄公听从了。先克在堇阴夺取了蒯得的田地，因此箕郑父、先都、士縠、梁益耳、蒯得发动叛乱。
前618年春季正月初二日，箕郑父、先都、士縠、梁益耳、蒯得派遣凶手杀死了先克。正月十八日，晋国人杀死了先都、梁益耳。